# Porthmadog Football Club
Il CPD Porthmadog Football Club (in gallese: Clwb Pêl Droed Porthmadog) è un club calcistico di Porthmadog e gioca nel campionato di calcio gallese.
Il club è stato fondato nel 1884, ciò lo rende uno dei più antichi del Galles. Nel 1900 ha partecipato al campionato di calcio del Nord del Galles ed ha vinto per la prima volta il torneo nella stagione 1902-1903.
In questa squadra giocò un wrestler attualmente in WWE, Mason Ryan.

## Allenatori
- Ian Edwards (1994-1995)
- Clayton Blackmore (2007)

## Palmarès

### Competizioni nazionali
- Cymru Alliance: 1

2002-2003
- Welsh Alliance League: 1

1989-1990
- Welsh Amateur Cup: 2

1955-1956, 1956-1957

### Altri piazzamenti
- Coppa di Lega gallese:

Semifinalista: 2004-2005, 2006-2007
- Cymru Alliance:

Terzo posto: 1991-1992, 2018-2019